# Portia Bing
Portia Bing (* 17. April 1993 in Helensville) ist eine neuseeländische Leichtathletin, die im Siebenkampf sowie im Hürdenlauf an den Start geht.

## Sportliche Laufbahn
Erste internationale Erfahrungen sammelte Portia Bing im Jahr 2010, als sie bei den Juniorenozeanienmeisterschaften in Cairns in 14,88 s die Silbermedaille im 100-Meter-Hürdenlauf gewann und mit 5,70 m im Weitsprung siegte. Zudem siegte sie in 49,18 s auch mit der neuseeländischen 4-mal-400-Meter-Staffel. 2012 startete sie bei den Juniorenweltmeisterschaften in Barcelona im Siebenkampf und belegte dort mit 5653 Punkten den fünften Platz. 2014 schied sie bei den Commonwealth Games in Glasgow mit 3:34,62 min in der Vorrunde der 4-mal-400-Meter-Staffel aus. Im Jahr darauf gelangte sie bei den Weltmeisterschaften in Peking mit 6057 Punkten auf den 16. Platz im Siebenkampf und 2019 gewann sie bei den Ozeanienmeisterschaften in Townsville in 57,11 s die Bronzemedaille im 400-Meter-Hürdenlauf hinter den Australierinnen Sara Klein und Sarah Carli. Anschließend startete sie über diese Distanz bei den Weltmeisterschaften in Doha und wurde dort in der ersten Runde wegen einer Bahnübertretung disqualifiziert. 2020 siegte sie in 56,81 s beim Sir Graeme Douglas International und im Jahr darauf in 58,50 s beim Christchurch International Track Meet. 2022 gewann sie mit 55,50 s beim Sir Graeme Douglas International und anschließend in 55,54 s beim Sydney Track Classic und in 55,76 s beim Melbourne Track Classic. Im Juli schied sie bei den Weltmeisterschaften in Eugene mit 55,53 s im Halbfinale aus und anschließend belegte sie bei den Commonwealth Games in Birmingham in 56,36 s den siebten Platz.
2023 schied sie bei den Weltmeisterschaften in Budapest mit 1:06,97 min in der ersten Runde über 400 m Hürden aus.
In den Jahren von 2018 bis 2023 wurde Bing neuseeländische Meisterin im 400-Meter-Lauf sowie 2013 und 2014 im Siebenkampf. 2013 und 2018 siegte sie auch in der 4-mal-100-Meter-Staffel sowie 2013 und 2021 auch in der 4-mal-400-Meter-Staffel und 2013 wurde sie Landesmeisterin im 200-Meter-Lauf.

## Persönliche Bestleistungen
- 200 Meter: 23,57 s (+1,8 m/s), 10. Februar 2019 in Canberra
- 300 Meter: 37,96 s, 13. September 2020 in Hastings (neuseeländische Bestleistung)
- 400 Meter: 52,78 s, 22. Januar 2022 in Hastings
- 100 m Hürden: 13,59 s (−0,6 m/s), 22. August 2015 in Peking
- 400 m Hürden: 55,44 s, 5. März 2022 in Hastings
- Siebenkampf: 6102 Punkte, 11. Januar 2015 in Brisbane